# Sara Stern-Katan
Sara Stern-Katan (hebrejsky שרה שטרן-קטן‎; 4. června 1919 – 23. září 2001) byla izraelská politička a poslankyně Knesetu za stranu Mafdal.

## Biografie
Narodila se v Lodži v Polsku. Během druhé světové války působila v židovském odboji. Po válce se zapojila do organizování židovské emigrace. V roce 1947 sama přesídlila do dnešního Izraele. Studovala sociální práci na Simmons College v Bostonu. Přednášela sociální práci na Bar-Ilanově univerzitě. Zabývala se poradenstvím pro odborné vzdělávání dívek.

## Politická dráha
Byla členkou vzdělávací rady při ministerstvu školství a byla členkou výboru pro předškolní děti v Demografickém centru při úřadu premiéra. V izraelském parlamentu zasedla po volbách v roce 1977, do nichž šla za stranu Mafdal. Stala se členkou parlamentního výboru pro vzdělávání a kulturu, výboru státní kontroly, výboru práce a sociálních věcí a výboru pro ústavu, právo a spravedlnost. Předsedala podvýboru pro nutnost zákazu prodeje zdraví ohrožujících výrobků. Ve volbách v roce 1981 mandát neobhájila. V roce 1998 jí byla udělena Izraelská cena.